# Carlo Revelli
Pour les articles homonymes, voir Revelli.
Cet article possède un paronyme, voir Carlo Rovelli.
Carlo Revelli est entrepreneur cocréateur de la société Cybion et d'AgoraVox avec Joël de Rosnay ainsi que chroniqueur dans le journal Biblioteche oggi depuis 1994. Né en 1969 à Rome, il fut diplômé en sciences économiques de l'université de Rome et chercheur en sciences de l'information à l'université Paris X.  
Il est l'auteur de plusieurs ouvrages en italien et en français tels que : Intelligence stratégique sur Internet publié en 1998, Présidentielle 2007 : l'irruption des internautes dans la campagne et en tant que collaborateur, La révolte du pronétariat de Joël de Rosnay. Carlo Revelli fut également à l'origine de Veille.com, la première communauté virtuelle française de l'intelligence économique sur Internet, ainsi que AgentLand.fr, le premier portail mondial sur les agents intelligents et les créatures virtuelles. 